# Carlo Emanuele Buscaglia
(risposta data ad un segretario del partito fascista, da una testimonianza di Martino Aichner)
Carlo Emanuele Buscaglia (Novara, 22 settembre 1915 – Napoli, 24 agosto 1944) è stato un aviatore italiano.
Ufficiale pilota della Regia Aeronautica, fu uno dei più famosi aviatori della seconda guerra mondiale e fu insignito della medaglia d'oro al valore militare. Si distinse nella specialità degli aerosiluranti riuscendo ad affondare, secondo la versione ufficiale della Regia Aeronautica, oltre 100 000 tonnellate di naviglio nemico.

## Biografia

### Esordi di carriera
Carlo Emanuele Buscaglia nacque a Novara, in Piemonte, il 22 settembre 1915. Entrò alla Regia Accademia Aeronautica, frequentando il corso Orione, nell'ottobre 1934 e conseguì il grado di sottotenente nel giugno 1937, il brevetto di pilota d'aeroplano nel novembre 1936 e quello di pilota militare nel febbraio del 1937.
Il 1º luglio 1937 Buscaglia venne assegnato alla 50ª Squadriglia del 32º Stormo Bombardamento Terrestre equipaggiato con i bombardieri Savoia-Marchetti S.M.81, che presto vennero sostituiti con i più moderni Savoia-Marchetti S.M.79. Nell'aprile 1939 venne promosso tenente e nel febbraio 1940 venne trasferito presso la 252ª Squadriglia del 46º Stormo Bombardamento Terrestre, ove prestava servizio un altro asso, Francesco Aurelio Di Bella. Con questo reparto, allo scoppio del secondo conflitto mondiale, partecipò ad alcune operazioni di bombardamento sul fronte occidentale.

### La guerra aeronavale nel Mediterraneo
Nel luglio 1940 Buscaglia venne assegnato al Reparto Sperimentale Aerosiluranti, appena costituito all'Aeroporto di Gorizia agli ordini del capitano Mojola. Il reparto era dotato di cinque trimotori S.M.79, modificati con le installazioni per il trasporto e il lancio dei siluri, e cinque equipaggi comandati da Buscaglia, Vincenzo Dequal, Enrico Fusco, Carlo Copello e Guido Robone. Il reparto venne trasferito ad El-Adem (oggi sede della Base aerea Gamal Abd el-Nasser), in Libia, mentre era ancora in fase di addestramento per compiere la sua prima missione bellica, segnando così il debutto operativo degli aerosiluranti italiani, con un attacco contro il porto di Alessandria d'Egitto: alle 21:30 del 15 agosto la prima sezione di tre velivoli, pilotati da Buscaglia, Dequal (comandante della formazione) e Robone si lanciarono all'attacco seguiti a distanza di quindici minuti dagli altri due aeroplani pilotati da Fusco e Copello. Tuttavia, a causa delle cattive condizioni atmosferiche caratterizzate da nubi e foschia, solo Dequal e Buscaglia riuscirono a sganciare i siluri che però si insabbiarono prima di raggiungere il bersaglio. Due aerei, a causa dell'esaurimento del carburante, furono costretti ad atterrare nel deserto e l'equipaggio dell'aereo comandato da Fusco, atterrato in territorio nemico, venne catturato. Il successivo 23 agosto i quattro aerei superstiti attaccarono di nuovo Alessandria, ancora con esito negativo. Il 27 agosto circa 60 miglia a nord-est di Bardia, Buscaglia lanciò un siluro contro l'incrociatore pesante HMS Kent, facente parte della scorta ad un convoglio britannico partito da Alessandria e diretto in Grecia, che l'equipaggio ritenne di aver colpito, ma il successo non venne confermato.
Nel settembre 1940 l'unità venne rinominata 278ª Squadriglia autonoma aerosiluranti, posta sotto il comando del capitano Massimiliano Erasi e adottò come distintivo quattro gatti, due bianchi e due neri, che passeggiano sopra un siluro con la scritta in latino "pauci sed semper immites" ("pochi ma sempre aggressivi") a significare i quattro aerei del reparto e la povertà di uomini e mezzi con cui era stato costituito. L'idea del simbolo fu del capitano Erasi, mentre il disegno dello stemma fu realizzato da Alessandro Maffei.

Nella foto il ten. Sacchetti, cap. Buscaglia, cap. Grossi. il ten. Barbani Egeo 1941

Nel pomeriggio del 17 settembre due S.M.79, pilotati da Buscaglia e Robone, lanciarono i siluri, 40 miglia ad ovest di Marsa Matruh, contro la cannoniera britannica HMS Ladybird, che stava rientrando ad Alessandria da un bombardamento notturno contro postazioni italiane a Sollum e che venne scambiata per un incrociatore leggero classe Delhi; la nave non fu colpita dai siluri che le passarono vicinissimi alla poppa. La sera dello stesso giorno, la 278ª Squadriglia ottenne il primo successo confermato dalla marina britannica per opera di Buscaglia e Robone, ripartiti dalla base di El Adem dopo la prima sfortunata azione del pomeriggio. Infatti, durante lo svolgimento di un'azione aeronavale della Mediterranean Fleet contro obiettivi italiani nella Cirenaica, in particolare con attacchi aerei di bombardieri e aerosiluranti nel porto di Bengasi, e a cui parteciparono, per la scorta della portaerei HMS Illustrious, la corazzata HMS Valiant, l'incrociatore pesante HMS Kent, gli incrociatori contraerei HMS Calcutta e HMS Coventry e sette cacciatorpediniere, la sera del 17 il Kent (capitano di vascello Douglas Young-Jamieson) ebbe il compito di bombardare Forte Capuzzo (Bardia) accompagnato da due cacciatorpediniere. Alle ore 23:55, mentre si trovava a 40 miglia dalla posizione di bombardamento assegnata e alla luce della luna, il Kent fu attaccato dai due aerosiluranti italiani che lanciarono altrettanti siluri da una distanza di 450 m. Uno dei siluri colpì l'incrociatore all'altezza della seconda torre poppiera, presso le eliche, causando un incendio, danni estesi, la morte di trentadue uomini d'equipaggio nonché l'arresto della nave. Preso a rimorchio dal cacciatorpediniere HMS Nubiah, il Kent fu trainato faticosamente alla velocità di undici nodi fino ad Alessandria, distante 250 miglia, dove arrivò nel pomeriggio del 19 settembre. Al termine di sommarie riparazioni, l'incrociatore salpò in novembre per un arsenale della Gran Bretagna, ove fu rimesso in efficienza, rientrando in servizio nella Home Fleet all'inizio del 1942. L'azione venne premiata con il conferimento della medaglia d'argento al valor militare.
Il pomeriggio 3 dicembre 1940, Buscaglia ed Erasi, lanciando i siluri da circa 300 m, colpirono entrambi l'incrociatore HMS Glasgow ancorato nella Baia di Suda a Creta. L'azione venne condotta intorno alle 12:30 e i due aerosiluranti, attaccando dalla parte di terra, arrivarono nella rada di sorpresa prima che le navi e le difese della base britannica potessero aprire il fuoco. Dal momento che i danni non risultarono preoccupanti, il Glasgow (capitano di vascello Harold Hickling) fu in grado di lasciare la Baia di Suda la stessa notte e due giorni più tardi, navigando alla velocità di sedici nodi, raggiunse Alessandria scortato dall'incrociatore HMS Gloucester e da due cacciatorpediniere. Riparato provvisoriamente ad Alessandria, fu poi inviato a Singapore per completare i lavori. Rientrò in servizio, aggregato alla Flotta delle Indie Orientali (East Indies Fleet) nell'Oceano Indiano nel febbraio 1941. Pare che Benito Mussolini in persona si sia complimentato per l'azione con il generale Francesco Pricolo, capo di stato maggiore dell'aeronautica, spingendo per il rafforzamento della specialità aerosiluranti.

#### Al comando della 281ª Squadriglia

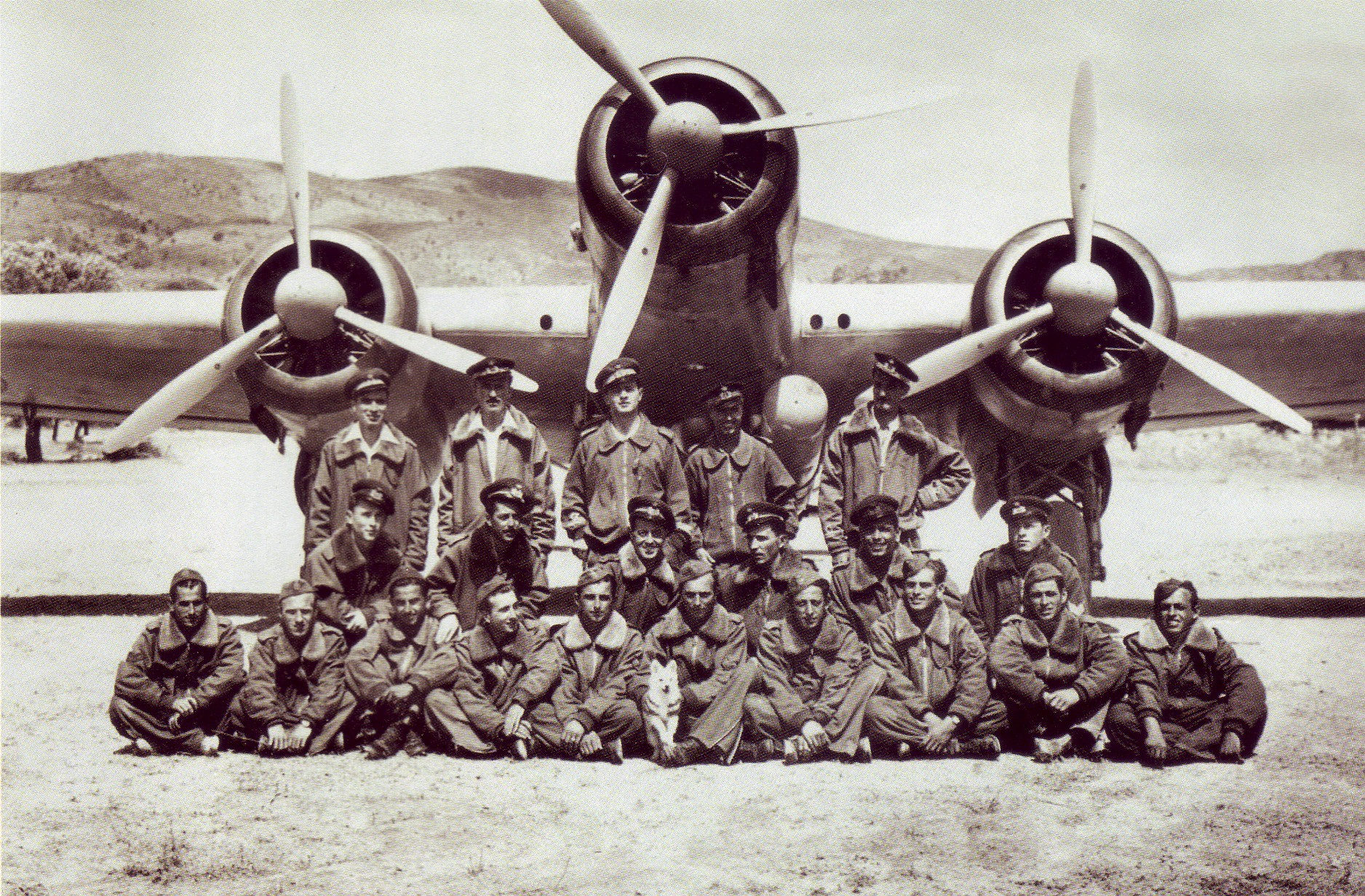
La 281ª Squadriglia sull'aeroporto di Gadurrà nel giugno 1941. Buscaglia è in piedi al centro.

Il 5 marzo 1941 venne costituita una nuova unità aerosiluranti, la 281ª Squadriglia, inviata il 20 marzo a Gadurrà sull'isola di Rodi, e Buscaglia, promosso capitano, venne trasferito nell'Egeo e nominato comandante dell'unità, con la quale condusse la prima azione a sud di Creta il 24 marzo. La sera del 2 aprile attaccò un convoglio britannico in navigazione da Alessandria ad Atene lanciando un siluro contro una nave da carico da 15000 tonnellate, ma l'oscurità non gli permise di verificare l'esito dell'azione.
Dal 21 aprile al 1º luglio, la 281ª e la 279ª Squadriglia vennero incorporate nel 34º Gruppo autonomo da bombardamento, ritornando poi al ruolo di Squadriglia aerosiluranti autonoma. L'8 maggio la 281ª Squadriglia ottenne il suo secondo successo con una pattuglia di tre aerei guidati da Buscaglia, Pietro Greco e Carlo Faggioni. I tre attaccarono il convoglio alleato AN. 30, partito da Porto Said e diretto a Suda, colpendo con un siluro la motonave britannica Rawnsley da 5.000 tonnellate. Buscaglia affermò di aver silurato un incrociatore da 7.000 tonnellate, il che esclude potesse trattarsi della Rawnsley, che fu certamente colpita dagli altri due piloti che sostennero di aver silurato un piroscafo ciascuno. Secondo fonti britanniche però il danneggiamento venne accreditato ad aerei germanici. Nonostante i gravi danni riportati, la Rawnsley poté proseguire la navigazione alla velocità di otto nodi, trainata dal peschereccio armato HMS Grimsby e scortata dal cacciatorpediniere australiano HMAS Waterhen. Portata ad incagliare nella Baia di Ierapetra, sulle coste meridionali di Creta, la Rawnsley venne distrutta nella notte sul 12 maggio da aerei da bombardamento tedeschi dell'VIII. Fliegerkorps che, dopo la resa della Grecia, si erano installati sugli aeroporti ellenici.
Alla fine di giugno la base della 281ª Squadriglia di Gadurrà venne attaccata da aerei britannici e una bomba colpì un S.M.79 facendo esplodere il siluro agganciato sotto l'aereo e provocando la distruzione di altri tre aerosiluranti. Dopo aver ritirato altri velivoli presso le Officine Reggiane di Reggio Emilia, la 281ª Squadriglia ritornò in azione il 4 luglio: quattro aerei, pilotati da Buscaglia, Faggioni, Giuseppe Cimicchi e Mazzelli attaccarono un incrociatore a sud di Famagosta senza esito. Il successivo 9 luglio, ancora nella baia di Famagosta e insieme a Faggioni, Buscaglia, con un motore fuori uso a causa di un colpo della contraerea, sganciò un siluro contro una nave da carico da 5000 tonnellate. Il 19 luglio ancora Buscaglia e Faggioni attaccarono una nave presso Marsa Matruh venendo danneggiati dalla pesante reazione contraerea e dall'attacco portato da alcuni caccia Hurricane mentre stavano ritornando alla base. Il 6 agosto Buscaglia, Graziani e Forzinetti attaccarono due cacciatorpediniere al largo di Marsa Matruh, e il 20 agosto successivo ne attaccarono altri tre al largo di Alessandria.
Dopo questo periodo di attività non confortato da nessun risultato positivo, l'11 agosto Buscaglia, Graziani e Forzinetti attaccarono, a 40 miglia a nord-ovest di Porto Said, il posareti britannico HMS Protector da 2.900 tonnellate. Colpito alle ore 16:30 dal siluro sganciato da Buscaglia, che causò l'arresto della sala macchine, l'uccisione di due uomini, e tre feriti, il Protector fu rimorchiato a Porto Said dalla corvetta Salvia, per poi essere inviato a Bombay ove ultimò le riparazioni. Il danneggiamento del Protector era stato sempre accreditato al tenente Graziani, nell'attacco gregario di sinistra di Buscaglia, ma da un grafico di una pubblicazione dell'Ammiragliato britannico si vede chiaramente che il siluro di Graziani, nell'attacco gregario sinistro di Buscaglia, sfilò a pochi metri di distanza dallo scafo del posareti in accostata, mentre quello di Buscaglia, che fu il primo a lanciare, colpì il bersaglio sul fianco sinistro. Il siluro di Forzinetti, gregario destro di Buscaglia, sfiorò anch'esso il fianco del Protector.
Dopo questa serie di azioni, la 281ª Squadriglia sospese le operazioni per un certo periodo e Buscaglia andò in licenza tornando in azione il 23 novembre: alle 15.55, gli S.M.79 di Buscaglia e del tenente Luigi Rovelli, decollati dall'aeroporto di Gadurrà a Rodi, avvistarono e poi attaccarono, otto miglia a ovest di Marsa Matruh, la nave britannica da sbarco per fanteria (LSI) HMS Glenroy, che trasportava mezzi da sbarco con ottanta soldati destinati alla guarnigione di Tobruk ed era scortata dall'incrociatore contraereo HMS Carlisle e da due cacciatorpediniere. La Glenroy fu colpita gravemente da un siluro che venne attribuito a Buscaglia anche se la violenta reazione contraerea delle navi e l'apparizione di tre caccia P-40 non aveva consentito di verificare con certezza l'esito dell'attacco.
Il 14 dicembre la 281ª Squadriglia venne divisa in due nuclei di tre velivoli ciascuno e Buscaglia, con Faggioni e Forzinetti, venne trasferito sull'aeroporto di Ain el-Gazala in Cirenaica. Il 17 dicembre, durante la prima battaglia della Sirte, ai sei aerei della 281ª Squadriglia venne dato l'ordine di attaccare le navi da battaglia di scorta ad un convoglio britannico diretto a Malta e in cui la ricognizione italiana aveva erroneamente individuato la corazzata HMS Valiant: l'aereo di Forzinetti venne abbattuto e Buscaglia non riuscì a verificare il risultato dell'attacco per la decisa reazione della contraerea avversaria.

#### Il 132º Gruppo aerosiluranti
Il 1º aprile 1942 venne costituito il 132º Gruppo, riunendo la 278ª e la 281ª Squadriglia, e Buscaglia ne assunse il comando. Dopo un periodo di addestramento sull'aeroporto di Littoria, la nuova unità venne schierata in Sicilia con il comando a Gerbini e le due squadriglie a Catania e Castelvetrano. Durante il periodo passato al comando della 281ª Squadriglia, Buscaglia aveva totalizzato circa venti missioni di combattimento ed era stato decorato con quattro medaglie d'argento al valore militare ed una Croce di Ferro di 2ª classe conferita dai tedeschi.

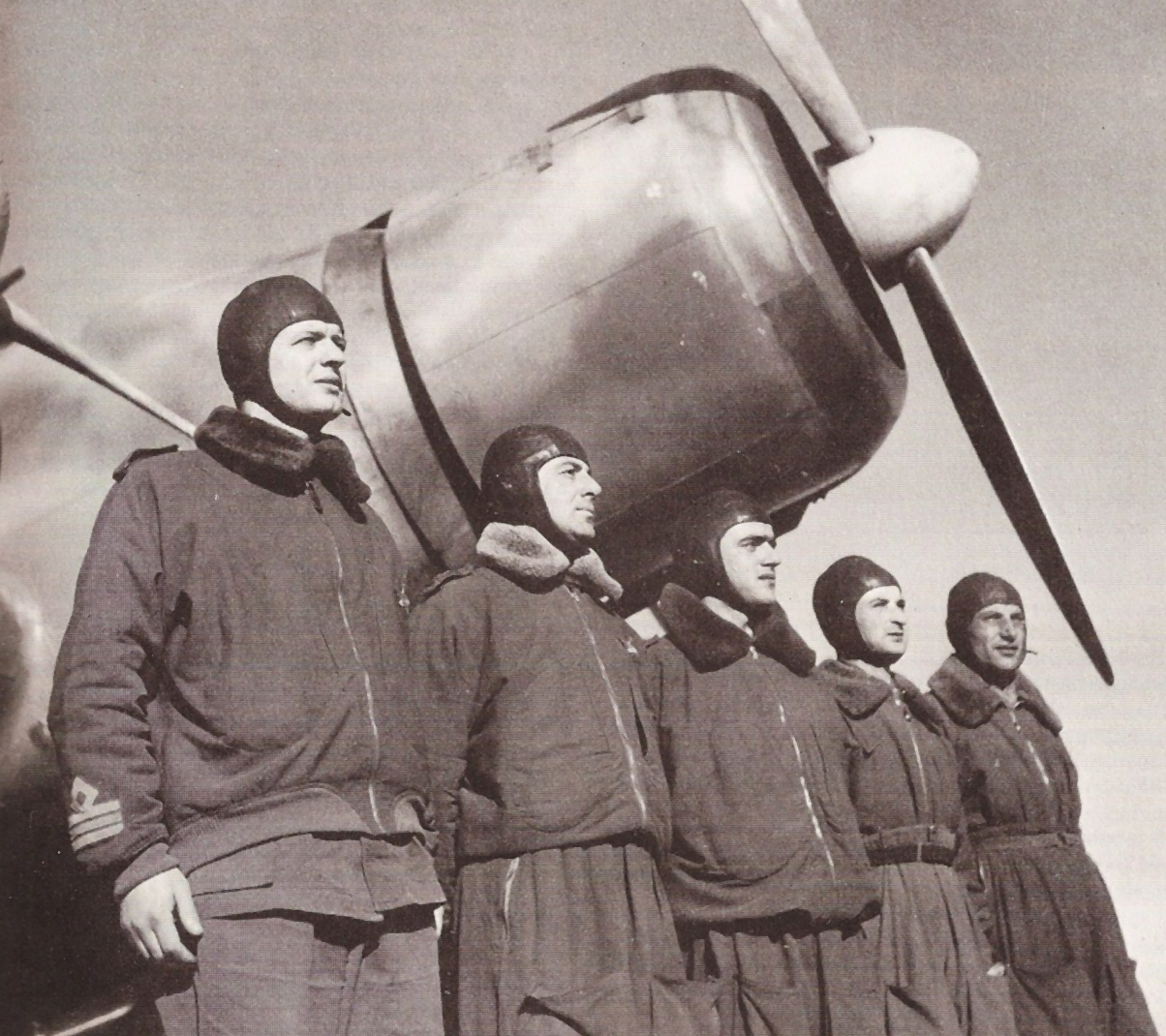
L'equipaggio di Carlo Emanuele Buscaglia (primo a sinistra) ritratto nel 1942 prima della partenza per una missione

Il 132º Gruppo entrò la prima volta in azione il 14 giugno nel corso della cosiddetta battaglia di mezzo giugno, determinata dal transito di due grandi convogli britannici diretti a Malta, uno partito da Alessandria (operazione Vigorous) e l'altro da Gibilterra (operazione Harpoon). Contro questo secondo convoglio fu impegnato il 132º Gruppo che per l'occasione era stato trasferito a Pantelleria. Nel tardo pomeriggio del 14 giugno, quattordici S.M.79 guidati da Buscaglia si alzarono in volo per attaccare le navi nemiche protetti da quindici caccia Reggiane Re.2001 del 2º Gruppo. Gli aerosiluranti avvistarono il convoglio nemico verso le 19:00, non lontano dall'isola di La Galite, e, mentre i Reggiane impegnavano i caccia avversari, scesero di quota per iniziare le manovre di attacco. L'S.M.79 pilotato dal tenente di vascello Giannino Negri venne colpito dalla contraerea ed esplose, e tutti i siluri, diretti verso la corazzata HMS Malaya e la portaerei HMS Argus, non raggiunsero il bersaglio forse perché difettosi, tanto da far ritenere erroneamente agli equipaggi di essere stati sabotati. Il giorno dopo tre aerosiluranti della 281ª Squadriglia condotti da Buscaglia, Umberto Camera e Martino Aichner fecero rotta verso Pantelleria, dove le navi britanniche erano state impegnate in combattimento da quelle italiane della 7ª Divisione dell'ammiraglio Alberto Da Zara. Nel tragitto gli S.M.79 vennero attaccati da un caccia Beaufighter del 235° Squadron della RAF di base a Malta, pilotato dal sergente A.J. Hall, e colpiti dovettero atterrare a Pantelleria. Ne conseguì che solo Buscaglia e Aichner poterono alzarsi nuovamente in volo alle 12:30, mentre Camera fu costretto a restare a terra avendo l'aereo troppo danneggiato. Aichner attaccò il cacciatorpediniere britannico HMS Bedouin che aveva ripreso da pochi minuti a muoversi autonomamente a bassa velocità scortato dal HMS Partridge, essendo stato danneggiato gravemente dal tiro degli incrociatori italiani Eugenio di Savoia e Raimondo Montecuccoli, affondandolo, per poi ammarare essendo stato colpito dalle mitragliere della nave. Buscaglia attaccò invece il piroscafo britannico Burdwan, che era immobilizzato e in fiamme essendo stato colpito dagli Ju 88 del I./KG.54, e ritenne di avergli dato il colpo di grazia.
Il 132º Gruppo di Buscaglia (promosso maggiore per meriti di guerra il 12 agosto) venne poi impegnato, fra l'11 e il 14 agosto, nella successiva battaglia di mezzo agosto, determinata anche questa volta dal contrasto ad un grosso convoglio britannico diretto a Malta (operazione Pedestal). Buscaglia non partecipo alla battaglia trovandosi a Roma per la cerimonia della sua promozione. Nell'attacco del pomeriggio del 12 agosto, che si svolse a nord di Biserta, portato da quattordici S.M.79 del 132º Gruppo al comando del capitano Ugo Rivoli, un siluro, forse sganciato da un velivolo della 287ª squadriglia, colpì a poppa il cacciatorpediniere britannico HMS Foresight che, per i danni riportati alla poppa e per gli allagamenti, fu affondato l'indomani dal cacciatorpediniere HMS Tartar che lo stava rimorchiando. Rientrati a Pantelleria dopo l'attacco, gli S.M.79 riportarono alcuni danni per mitragliamento da parte di tre caccia Beaufighter del 248º Squadron partiti da Malta; nel mitragliamento restò ucciso il tenente pilota Vittorio Moretti.
Nel novembre 1942 la guerra nel Mediterraneo giunse ad una svolta con lo sbarco sulle coste del Marocco e dell'Algeria di ingenti forze anglo-americane nel quadro dell'operazione Torch. Per contrastare lo sbarco, agli aerosiluranti italiani venne ordinato da Superaereo di attaccare le navi Alleate al largo delle coste algerine, ma nei giorni 8, 9 e 10 novembre andarono all'attacco soltanto gli aerosiluranti basati in Sardegna, mentre quelli del 132º gruppo non intervennero, trovandosi in Sicilia e quindi troppo lontano dalla zona di sbarco ad Algeri. L'11 gli anglo-americani sbarcarono un contingente di truppe a Bougie, e in questo caso anche il 132º gruppo fu in condizioni di attaccare con una formazione di quattro S.M.79 comandati da Buscaglia, con gregari Graziani, Faggioni e Ramiro Angelucci. Sorvolando il territorio tunisino, gli aerei italiani si diressero verso la baia, dove erano stati segnalati numerosi piroscafi e navi da guerra, contando di arrivare di sorpresa dal lato di terra, ma prima di giungere sull'obiettivo vennero attaccati da alcuni Spitfire. Anziché aprirsi a ventaglio e puntare ognuno su una nave, gli S.M.79 rimasero in formazione compatta per concentrare il tiro delle mitragliatrici difensive, ma la violenta reazione della contraerea provocò l'abbattimento dell'aereo di Angelucci, perito assieme al resto dell'equipaggio. Gli altri aerosiluranti che effettuarono l'attacco non colpirono alcun bersaglio e si allontanarono a bassa quota inseguiti per un po' dagli Spitfire. Al rientro a Castelvetrano, Faggioni protestò con Buscaglia perché «non si può andare in pieno giorno così in profondità, a sfidare una piazzaforte. Se siamo tornati in tre è davvero un miracolo che non ci meritiamo!», al che il comandante non rispose, secondo Aichner perché «era troppo fine psicologo per non rendersi conto che era meglio tacere in quelle circostanze».

#### L'abbattimento sopra Bugia
Il 12 novembre, il 132º Gruppo attaccò di nuovo il convoglio Alleato nella baia di Bugia con sei aerei guidati da Buscaglia, Carlo Pfister, Aichner, Giuseppe Coci, Francesco Bargagna e Marino Marini. Decollarono alle 10:50 e seguirono una rotta simile a quella del giorno prima, ma perfezionata in modo da passare il più possibile sopra luoghi poco popolati. Come il giorno prima mentre sorvolavano la rada di Bougie per poi dirigere contro le navi all'ancora, gli S.M.79 vennero attaccati dagli Spitfire del 249º Squadron della RAF e l'aereo di Buscaglia, colpito dal sergente pilota Joseph Watling mentre si portava all'attacco, iniziò ad emettere fumo; nel frattempo gli aerosiluranti vennero fatti segno anche del violento tiro contraereo delle navi alla fonda e l'aereo di Buscaglia incassò altri colpi mentre sorvolava un cacciatorpediniere per puntare contro un piroscafo all'ancora; con l'aereo ormai in fiamme e due morti a bordo (il marconista maresciallo Edmondo Ballestri e l'armiere aviere Walter Vecchiarelli), Buscaglia sganciò il siluro da una distanza di settecento metri, poi l'aereo precipitò «da un'altezza di settanta-ottanta metri» disintegrandosi nel contatto con l'acqua. Gli equipaggi degli altri S.M.79 rientrati alla base riferirono, con molto ottimismo, di aver colpito tre piroscafi, uno dei quali fu visto saltare in aria. In realtà soltanto un siluro colpì lo scafo affiorante della nave contraerea britannica HMS Tynwald, che era stata affondata poche ore prima da due siluri lanciati dal sommergibile italiano Argo del tenente di vascello Pasquale Gigli, che poi dette anche il colpo di grazia al trasporto truppe Awatea, colpito il giorno prima da bombe tedesche e dal siluro di un S.M.79 del 36º Stormo.
Buscaglia venne dichiarato ufficialmente "disperso in azione", gli venne conferita una medaglia d'oro al valor militare alla memoria, e il 132º Gruppo prese il suo nome. Quando fu abbattuto, Buscaglia aveva al suo attivo trentadue azioni di siluramento con accreditato l'affondamento, piuttosto ottimistico, di oltre centomila tonnellate di naviglio nemico. Il bollettino di guerra n. 901 del 13 novembre 1942 recitava: "Il maggiore Carlo Emanuele Buscaglia, che aveva guidato nell'azione il suo glorioso Gruppo aerosiluranti e superato con la sua nuova vittoria le 100000 tonnellate di naviglio nemico colato a picco, non faceva ritorno alla base". Poco prima di partire per la sua ultima missione, Buscaglia aveva confidato a Graziani (o ad Aichner per un'altra fonte): «La guerra l'abbiamo perduta, ormai, ma questo è il momento cruciale e non possiamo tirarci indietro... C'è poco da illudersi: dobbiamo morire tutti. A Natale sarà rimasto vivo sì o no uno solo di noi. Ma intanto, la guerra la dobbiamo fare».
Credettero tutti che fosse morto, invece, scaraventato fuori dall'abitacolo e gravemente ferito e ustionato era stato salvato da un battello britannico, dopo due ore dalla caduta in acqua, insieme al fotografo aviere Francesco Maiore. Il copilota, sergente maggiore Francesco Sogliozzo, e il motorista, aviere Vittorio Vercesi, morirono tra la benzina che aveva preso fuoco galleggiando sull'acqua. Buscaglia raccontò poi: «Ero privo di conoscenza e non so come riuscii a rimanere a galla. Il fotografo, Maiore, mi era vicino. Gli altri bruciavano nell'acqua. Due ore dopo Maiore e io fummo ricuperati da un'unità britannica [...] Restammo senza cure per tutto il pomeriggio, la notte e il mattino successivo. Poi fummo trasportati in un ospedale francese [...] Dovevo rimanere privo della vista per trenta giorni. Il 15 novembre fummo trasferiti in un ospedale militare inglese, sempre nei dintorni di Bougie. Il 27 novembre Maiore morì [...] Il 28 fui trasferito in un altro ospedale britannico. Là ricevetti ottime cure e fui operato da un rinomato chirurgo». Buscaglia non rispose all'ufficiale statunitense che lo interrogò sulle condizioni della Regia Aeronautica, poi venne trasferito negli Stati Uniti e internato nel campo di prigionia di Fort Meade nel Maryland.

### Nell'Aeronautica Cobelligerante

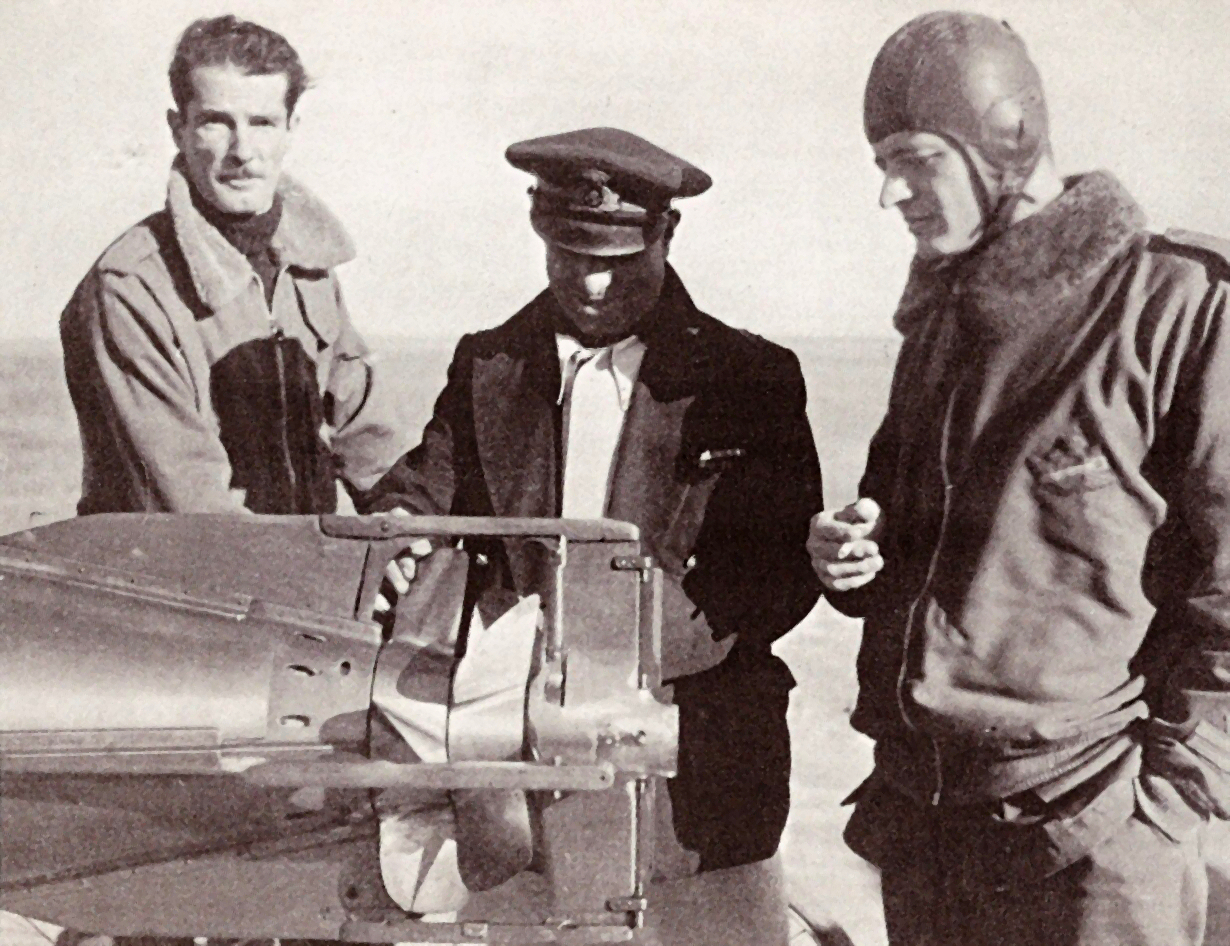
Giuseppe Cimicchi (a sinistra) e Carlo Emanuele Buscaglia (a destra) controllano l'elica di un siluro

Dopo l'armistizio dell'8 settembre 1943, i reparti di aerosiluranti si divisero: alcuni costituirono al nord un gruppo intitolato a Buscaglia, altri passarono nell'Aeronautica Cobelligerante Italiana. Radio Londra, verso la fine del 1943, diede la notizia che Buscaglia era vivo: dopo l'armistizio, ai prigionieri di Fort Meade era stato proposto di scegliere se tornare in patria per combattere a fianco degli Alleati con l'Aeronautica Cobelligerante o restare in prigionia. Buscaglia scelse la prima opzione, mantenendo fede al giuramento fatto al Re, e tornò in Italia. 
Reintegrato in servizio, arrivò a Bari il 24 giugno 1944 e il 15 luglio gli venne affidato il comando del neocostituito XXVIII Gruppo dello Stormo Baltimore, che il 21 agosto viene equipaggiato con i bimotori statunitensi Martin Baltimore e dislocato sull'aeroporto di Campo Vesuvio, nei pressi di Ottaviano (NA).
I Baltimore erano aerei sconosciuti ai piloti italiani e dalle caratteristiche di volo molto diverse da quelle degli S.M.79 a cui essi erano abituati; soprattutto in decollo, per via dell'elevato carico alare. Buscaglia non volava da venti mesi, aveva subito uno choc tremendo in conseguenza delle ferite riportate durante l'abbattimento del suo aereo, le sue condizioni fisiche e mentali erano probabilmente ancora precarie, tuttavia era troppo orgoglioso per poter ammettere di dover essere istruito al pilotaggio del nuovo aereo con il doppio comando.

#### L'incidente e la morte
Il pomeriggio del 23 agosto 1944, Buscaglia decise di tentare un decollo non autorizzato da solo, approfittando dell'assenza del personale dell'aeroporto che si trovava in mensa. L'aereo al decollo imbardò verso sinistra, toccò terra con l'ala (dove era alloggiato il serbatoio di carburante) e ricadde al suolo impuntandosi, e iniziando a prendere fuoco. Buscaglia fu sbalzato fuori dall'aereo in fiamme; trasportato all'ospedale militare britannico di Napoli, morì il giorno successivo, dopo venti ore di agonia all'età di ventinove anni. È sepolto presso il cimitero di Ottaviano.
Quando si seppe che Buscaglia era al sud, il gruppo che al nord era stato intitolato col suo nome venne rinominato "Gruppo Faggioni", ma quando si conobbero le circostanze della sua morte i fascisti la interpretarono come un tentativo di fuga per raggiungere i vecchi "camerati" nella Repubblica sociale. Al sud la fine di Buscaglia venne spiegata come frutto della volontà di non rassegnarsi a ritrovare presto l'antico primato e dover invece ricominciare daccapo. Scrisse il generale Carlo Unia nella sua Storia degli aerosiluranti italiani: «Buscaglia, l'asso più prestigioso degli aerosiluranti, aveva un mito da difendere ed era troppo orgoglioso per vedere i suoi gregari di un tempo diventare istruttori ed ammettere di non essere ancora pronto al decollo. Voleva quindi far presto, bruciare le tappe». A dimostrare che non pensasse alla fuga al nord, c'è una sua confidenza fatta al giornalista Enrico Emanuelli all'inizio della guerra: «L'ultimo siluro, a guerra finita, so bene dove bisognerà lanciarlo». Secondo Emanuelli, Buscaglia si riferiva a Palazzo Venezia, allora sede del governo.

## Dediche e riconoscimenti
In onore di Carlo Emanuele Buscaglia l'Aeronautica militare italiana, nel maggio 1984, denominò col suo nome il 3º Stormo "Quattro Gatti" di stanza all'aeroporto di Verona-Villafranca, stormo sciolto il 1º novembre 1999 e ricreato nel 2008 senza più la dedica. Il portale web dell'Aeronautica Militare ha proposto una pagina, intitolata "I grandi aviatori", dove vengono citate le maggiori personalità storiche dell'aviazione italiana, ponendo Buscaglia tra di esse. Il comune di Novara gli ha dedicato un largo. Inoltre il comune di Trecate gli ha dedicato una via.